# Paraguayi labdarúgó-szövetség
Paraguayi labdarúgó-szövetség (spanyolul: Asociación Paraguaya de Futbol or [APF]).

## Történelme
1906-ban alapították. A Nemzetközi Labdarúgó-szövetségnek (FIFA) 1921-től tagja. 
1921-től a Dél-amerikai Labdarúgó-szövetség (CONMEBOL) tagja. Fő feladata a nemzetközi kapcsolatokon kívül, a  Paraguayi labdarúgó-válogatott férfi és női ágának, a korosztályos válogatottak illetve a nemzeti bajnokság szervezése, irányítása. A működést biztosító bizottságai közül a Játékvezető Bizottság (JB) felelős a játékvezetők utánpótlásáért, elméleti (teszt) és cooper (fizikai) képzéséért.